# Boross Géza (színművész)
Boross Géza, 1922-ig Berger Géza (Budapest, 1886. június 1. – Budapest, Józsefváros, 1955. június 13.) magyar színész, komikus, kabarészínész, kupléénekes.

## Életútja
Budapesten született Berger Mór házaló és Braun Leonóra fiaként. 15 éves volt, amikor beiratkozott Rákosi Szidi színésziskolájába, melynek elvégzését követően Pozsonyba szerződött Andorffy Péter társulatához, ahol a Smólen Tóni című vígjátékban kapta első szerepét. Egy év múlva a Modern Színház-Kabaréhoz hívták meg, ahol Sajó Gézával nagy sikert aratott pesti aktuális duettjeivel. Itt működött 1921. szeptember 1-ig, közben 1920-ban színésziskolája is volt. Ezután a Vígszínház tagja volt, 1922-ben a Városi Színház szerződtette.
1923. február 15-én a Rákóczi úti Imperiál étteremben Békeffi Lászlóval kabarét nyitott, de közben fellépett a Blaha Lujza Színházban is. 1924 januárjától rövid ideig a Fővárosi Orfeum épületében helyet kapott Vidám Színházat igazgatta. 1927-ben az Új Színház tagja volt, 1928-ban a Király Színház hívta meg vendégszereplésre.
1929 áprilisától Romániában vendégszerepelt saját társulatával. 1930–32-ben visszatért a Terézkörúti Színpadra, de tagja volt 1929-ben a Talkie, 1930-ban Omnia, 1931-ben a Komikusok Kabaréjának, 1932–33-ban pedig a Royal Orfeumnak. 1934-től 1938-ig a Magyar és az Andrássy úti Színházban szerepelt. 1939-ben tagja volt a Komédiának, azonban az 1940-es években zsidó származása miatt nem engedték színpadra lépni.
1945-től a Pódium Kabaré tagja volt 1949-ig, majd 1949–51-ben a Kamara Varieté, 1951-ben a Kis Varieté, 1951–52-ben a Vidám Színpadon és 1953–1955 között a Vidám Színháznál játszott. 1955-ben megkapta az érdemes művész kitüntetést.

## Családja
1914. április 6-án Budapesten, az Erzsébetvárosban házasságot kötött Raáb Eugénia Máriával. Két gyermekük született, Árpád és László.

## Fontosabb színházi szerepei
- A herceg (Pierre Wolff: Naplemente)
- Borring (John Galsworthy: Úriemberek)
- Nicobar külügyminiszter (George Bernard Shaw: A szénásszekér)
- Ábris (Eisemann Mihály: Vadvirág)
- Pollák (Vaszary János: Angyalt vettem feleségül)

## Filmszerepei
- A gyöngypirula (1917, rövid)
- Az ezredes (1917)
- Bob herceg (1918) – Plumpuding borbély
- Három pár cipő (1918) – Szuroki suszter
- Rongyosok (1926)
- A királyné huszárja (1935) – Hohenfels Nepomuk báró
- Havi 200 fix (1936) – Virág úr
- Sportszerelem (1936-37) – Szigethy Alajos, vezérigazgató
- Tokaji rapszódia (1937) – Kudacsek Ödön, borszakértő
- Te csak pipálj, Ladányi! (1938) – Kádor úr, panzióigazgató

## Könyve
- "Folik, vagy nem folik?". Egy kupléénekes emlékei; szerzői, Budapest, 1942